# Pacific!
I Pacific! sono un gruppo svedese di musica elettronica e rock psichedelico formatosi a Göteborg nel 2007, composto da Daniel Högberg e Björn Synneby. 
Il duo ha debuttato con il singolo Sunset Blvd (2007), pubblicato dall'etichetta svedese Dolores Recordings e seguito da diversi singoli inclusi nel 2008 nell'album Reveries.
Nel 2010 è stato pubblicato l'album Narcissus.

## Formazione
- Daniel Högberg - chitarra e altri strumenti[2].
- Björn Synneby - voce, chitarra e altri strumenti[2].

## Discografia

### Album
- 2008 – Reveries
- 2010 – Narcissus

### EP
- 2011 – Unspoken

### Singoli
- 2007 – Sunset Blvd
- 2008 – Break Your Social System
- 2008 – Hot Lips
- 2008 – A Tree
- 2008 – Sunset Blvd / Runway to Elsewhere
- 2008 – Number One
- 2010 – Narcissus

## Curiosità
Del singolo Sunset Blvd è stata registrata una versione in simlish, inclusa nel 2008 nella colonna sonora del videogioco The Sims 2 tramite l'espansione IKEA Home Stuff.